# Formica obscuriventris
Formica obscuriventris é uma espécie de formiga do gênero Formica, pertencente à subfamília Formicinae.